# Феррарис, Аттилио
Атти́лио Ферра́рис (итал. Attilio Ferraris; 26 марта 1904, Рим — 8 мая 1947, Монтекатини-Терме, Тоскана), также известен под именем Феррарис IV — итальянский футболист, опорный полузащитник, чемпион мира 1934 года в составе сборной Италии. Первый капитан итальянского клуба «Рома».

## Биография
Родился 26 марта 1904 года в Риме в большой семье, где он был самым младшим среди 5 братьев, а отец был управляющим лавкой по ремонту кукол. Как и многие итальянские мальчишки, увлекался футболом, играя в окрестностях улицы Коло ди Риецо. А затем стал выступать в клубе «Фортитудо Рома», чья база находилась на поле Папа Рио Х в районе Кастель Сан Анджело, в команду Феррарис пришёл вместе со своим братом Порфирио. Там он играл 5 лет, во время игры за «Фортитудо», Феррарис впервые был вызван в сборную Италии, в которой дебютировал в 9 мая 1926 года в матче со сборной Швейцарии, в котором, по мнению делегатов ФИФА, был одним из лучших на поле, а игра завершилась ос счётом 3:2 в пользу итальянцев.
В 1927 году Феррарис пришёл в «Рому», которая образовалась после объединения клубов «Фортитуда», «Альба» и «Про Романа». Здесь он быстро стал одним из лучших футболистов и первым капитаном команды. Капитанскую повязку он получил за свою бескомпромиссность на поле, умение завести крепким словом партнёров по команде, одним из его любимых выражений стало «займитесь собой, сукины дети». Перед матчами Феррарис начинал определённый ритуал, собирал товарищей в круг и говорил: «Того, кто не отдает полностью себя игре, ждет мрачное будущее, кто уходит из борьбы, тот самый настоящий сукин сын». Всего за «Рому» Феррарис провёл 210 матчей и забил 2 гола.
В 1934 году Аттилио перешёл в стан главного соперника «Ромы», клуб «Лацио». После чего «тиффори» романистов сразу объявили его «продажным», что было очень горько для спортсмена, столько отдавшего «Роме». После перехода поклонники «Лацио» кричали Феррарису: «купленный!». На первом римском «дерби», 19 ноября 1934 года он даже расплакался после того как пожал руку игроку «Ромы» и своему близкому другу Фульвио Бернардини. После «Лацио» Феррарис выступал за клуб «Бари», а затем вернулся на сезон в «Рому», проведя за клуб ещё 12 матчей. Завершил карьеру Феррарис в клубе серии В «Катания», а затем играл в любительских клубах до 40 лет, последним из которых стала «Элеттроника», во время игры за которую он впервые в карьере получил красную карточку, ударив судью, после чего завершил карьеру.
В сборной Италии Феррарис провёл 28 матчей. Он стал первым игроком «Ромы», надевшим футболку «скуадры адзурры». Случилось это 1 января 1928 года в Генуе в матче со Швейцарией. В том же 1928 году он поехал со сборной на Олимпиаду в Амстердам, на которой Италия завоевала бронзовые медали. А в 1934 году, вместе со сборной, Феррарис выиграл звание чемпиона мира, играя на месте правого полузащитника. Во время игры за Италию Феррарис получил прозвище «лев Хайбери», которым его наградили после матче с англичанами, в котором итальянцы были сильнее 3:2.
Был известен Аттилио Феррарис ещё и тем, что вёл жизнь, которая не слишком подходила для спортсмена. Он был известным игроком в покер, очень любил курить сигары. Интересный факт: перед чемпионатом мира 1934 года Феррарис, для того чтобы его взяли в сборную на мундиаль, пообещал главному тренеру Витторио Поццо, что бросит курить, но сразу после чемпионата возобновил свою привычку. Любил Феррарис и внимание красивых женщин. Ещё одним интересным фактом было то, что президент «Ромы» Сарчедоти купил Феррарису бар на улице Риенцо, надеясь, что это смягчит горячий пыл футболиста.
Умер Феррарис 8 мая 1947 года в Монтекатини-Терме от инфаркта на футбольном поле, играя в матче ветеранов. По легенде, перед игрой он сказал одну фразу, «Не дайте исчезнуть мне!». Похоронен на кладбище Верано, на похоронах на его гробу лежала футболка его друга Бернардини, потому что его майки сборной найти не удалось. Именно близкий друг Бернардини стал тем человеком, который написал и прочёл некролог на улице Консилиационе в церкви Транспортина, где проходило прощание с игроком. На могильной плите футболиста находится простая надпись «Аттилио Феррарис — Чемпион мира».

## Достижения
- Чемпионат мира по футболу: 1934